# Blind Faith (album)
Blind Faith er det eneste album udgivet af den britiske rock-gruppe Blind Faith. Albummet blev udgivet i august 1969, og gruppen gik i opløsning kort efter.
Blind Faith indeholder en banebrydende blanding af blues og rock'n'roll, og det fik stor indflydelse på udviklingen af heavy metal. Hovedparten af materialet er skrevet af Steve Winwood, med et enkelt nummer hver af Eric Clapton og Ginger Baker, og en cover-version af Buddy Holly-sangen "Well...All Right". Albummet toppede hitlisterne i både USA og Storbritannien i 1969.
I 2001 blev der udgivet en udvidet "deluxe edition", som indeholder hidtil ikke udgivne numre og et par jam-sessions.

## Cover
Pladen (og gruppen) fik sit navn efter det billede fotografen Bob Seidemann skabte til pladens cover. Seideman var en af Claptons venner, kendt for fotografier af bl.a. Janis Joplin og Grateful Dead. 
Pladens cover viser en topløs ung pige som holder et sølvfarvet fly eller rumskib. Ifølge Seideman symboliserer billedet menneskets kreativitet og disses udtryk i teknologi båret frem af uskylden. Billedet var imidlertid for stærk kost for det amerikanske pladeselskab, så i USA blev albummet udgivet med et alternativt cover med et billede af gruppen.
Coveret er et tidligt (måske det første) eksempel på et cover uden tekst og uden gruppens navn. Dette var ifølge Seidemann Claptons ide. Gruppens navn var i stedet trykt på et plastfolie omkring coveret.
Ifølge Seidemann er pigen på coveret 11 år gammel og er den yngre søster til en pige Seidemann i første omgang havde udset sig til coveret efter af have set hende i Londons undergrundsbane.

## Numre
1. "Had to Cry Today" (Winwood) – 8:48
2. "Can't Find My Way Home" (Winwood) – 3:16
3. "Well...All Right" (Jerry Allison, Buddy Holly, Joe Mauldin, Norman Petty) – 4:27
4. "Presence of the Lord" (Eric Clapton) – 4:50
5. "Sea of Joy" (Winwood) – 5:22
6. "Do What You Like" (Ginger Baker) – 15:18